# Sinularia facile
Sinularia facile is een zachte koraalsoort uit de familie Alcyoniidae. De koraalsoort komt uit het geslacht Sinularia. Sinularia facile werd in 1970 voor het eerst wetenschappelijk beschreven door Tixier-Durivault. 